# Abdoulkader Kamil Mohamed
Abdoulkader Kamil Mohamed (arabe : عبد القادر كمال محمد) né le 1er juillet 1952 à Souali, vers Obock, est un fonctionnaire et homme d'État djiboutien. Il est Premier ministre du pays depuis le 31 mars 2013.

## Biographie

### Vie privée
Abdoulkader Kamil est le demi-frère (par son père) de Mohamed Kamil Mohamed, ancien sénateur français et vice-président du Conseil de gouvernement du territoire de la côte française des Somalis en 1966.

### Formation
Il est titulaire d'une maîtrise en sciences de l'eau, obtenue à l'université de Limoges (Haute-Vienne, France).

### Carrière professionnelle
Il est directeur général par intérim de la Régie des eaux de Djibouti en 1979-1980, puis en devient le directeur général à partir de 1983 jusqu'en 2005.

### Carrière politique
Adhérent au parti unique, le Rassemblement populaire pour le progrès dès le début des années 1980, il a été membre du comité central puis du bureau politique. Il en devient vice-président en septembre 2012, en remplacement de Dileita Mohamed Dileita, alors Premier ministre. Il devient président de la coalition au pouvoir, l'Union pour la majorité présidentielle, en novembre 2012.
Il est élu député en février 2008, et réélu en février 2013 dans une élection contestée par l'opposition.
Il est nommé ministre de l'Agriculture, de l'Élevage et de la Mer en 2005. Notamment chargé des ressources hydrauliques, il met en place l'Office national de l’eau et de l’assainissement de Djibouti (ONEAD).
Il devient par la suite ministre de la Défense en mai 2011, en remplacement de Ougoureh Kifleh Ahmed.
Après la démission de Dileita Mohamed Dileita, le président Ismaël Omar Guelleh le nomme au poste de Premier ministre.

### Actions
Entre 2007 et 2009, Abdoulkader Kamil a mis en place le programme national de sécurité alimentaire avec l’appui du Fonds international de développement agricole, de la Banque mondiale, du Fonds saoudien de développement, de la Banque islamique de développement, ainsi que d’autres partenaires internationaux dont la coopération française, chinoise et japonaise. Il est l’initiateur d’un vaste programme d’installation des pompes à énergie solaire pour l’alimentation des forages, de même que de la création du premier laboratoire d’analyse alimentaire de Djibouti.